# Cornelis de Jager
Cornelis "Kees" de Jager, född 29 april 1921 i Den Burg i Noord-Holland, död 27 maj 2021 i Den Burg, var en nederländsk astronom, som sysselsatt sig främst med solen och stjärnornas spektra. Han arbetade vid SRON (Space Research Organization Netherlands) i Utrecht.
Han promoverades 1952 hos Marcel Minnaert vid universitetet i Utrecht. År 1974 erhöll han Karl-Schwarzschild-medaljen från Astronomische Gesellschaft för sitt arbete Dynamik von Sternatmosphären, 1984 Jules Janssens pris och 1988 Royal Astronomical Societys guldmedalj. Cornelis de Jager är medlem av Committee for the Scientific Investigation of Claims of the Paranormal.
Asteroiden 3798 de Jager är uppkallad efter honom.